# Contea di Lincoln (Georgia)
La contea di Lincoln (in inglese Lincoln County) è una contea dello Stato della Georgia, negli Stati Uniti. La popolazione al censimento del 2000 era di 8 348 abitanti. Il capoluogo di contea è Lincolnton.